# Rua do Sacramento à Lapa
La Rua do Sacramento à Lapa est une vieille rue considérée comme l'une des plus pittoresques et des plus belles de Lisbonne. Située dans le quartier de Lapa, la route existait déjà dans l'ancienne paroisse de Santos en 1755 sous le nom de Rua do Sacramento, et est également mentionnée dans le plan de la nouvelle paroisse N. Sª da Lappa après la rénovation paroissiale survenue en 1770. L'ajout « à Lapa » a été approuvé par la commission de toponymie de la mairie de Lisbonne en 1950.

## Édifices notables
Au nº 22-28, se trouve le Palacete dos Viscondes de Sacavém, dont la façade est recouverte d'azulejos aux motifs rappelant la nature et aux représentations de visages humains. Le bâtiment voisin, le Palacete do Conde de Agrolongo, est un bâtiment primé datant de 1909. La chapelle orthodoxe S. Ivan Rilsk, lié au Patriarcat de Constantinople, est un autre bâtiment historique.
Les ambassades du Danemark et de la République de Bulgarie sont situées dans la rue, tout comme les ambassades des Pays-Bas, de Lettonie et de Suède. Entre 1922 et 1983, la Légation américaine était implantée sur le site et sur l'Avenida Duque de Loulé,.
La Fondation Luso-Américaine y a également son adresse.

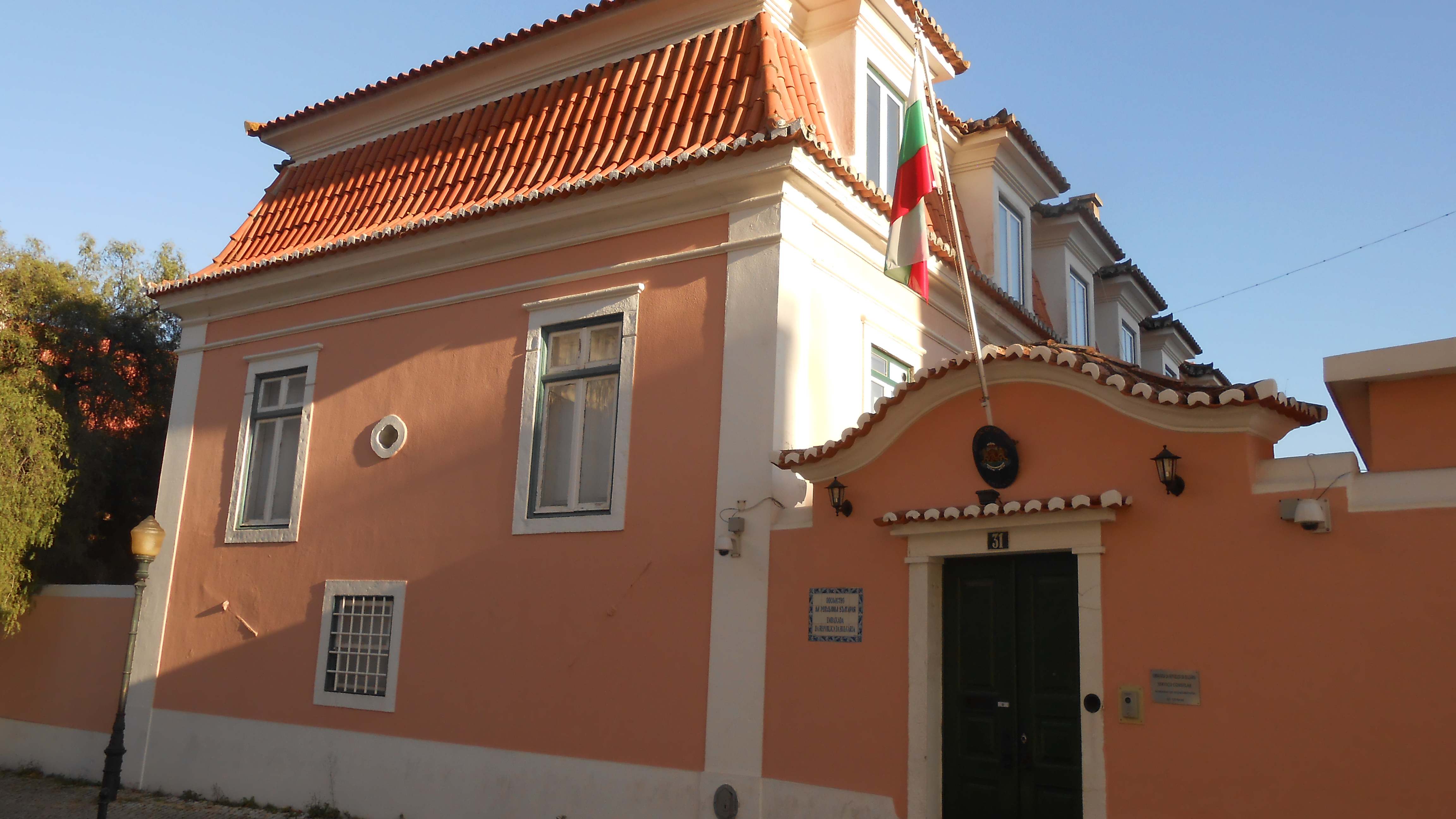
Bâtiment de l'ambassade de Bulgarie.
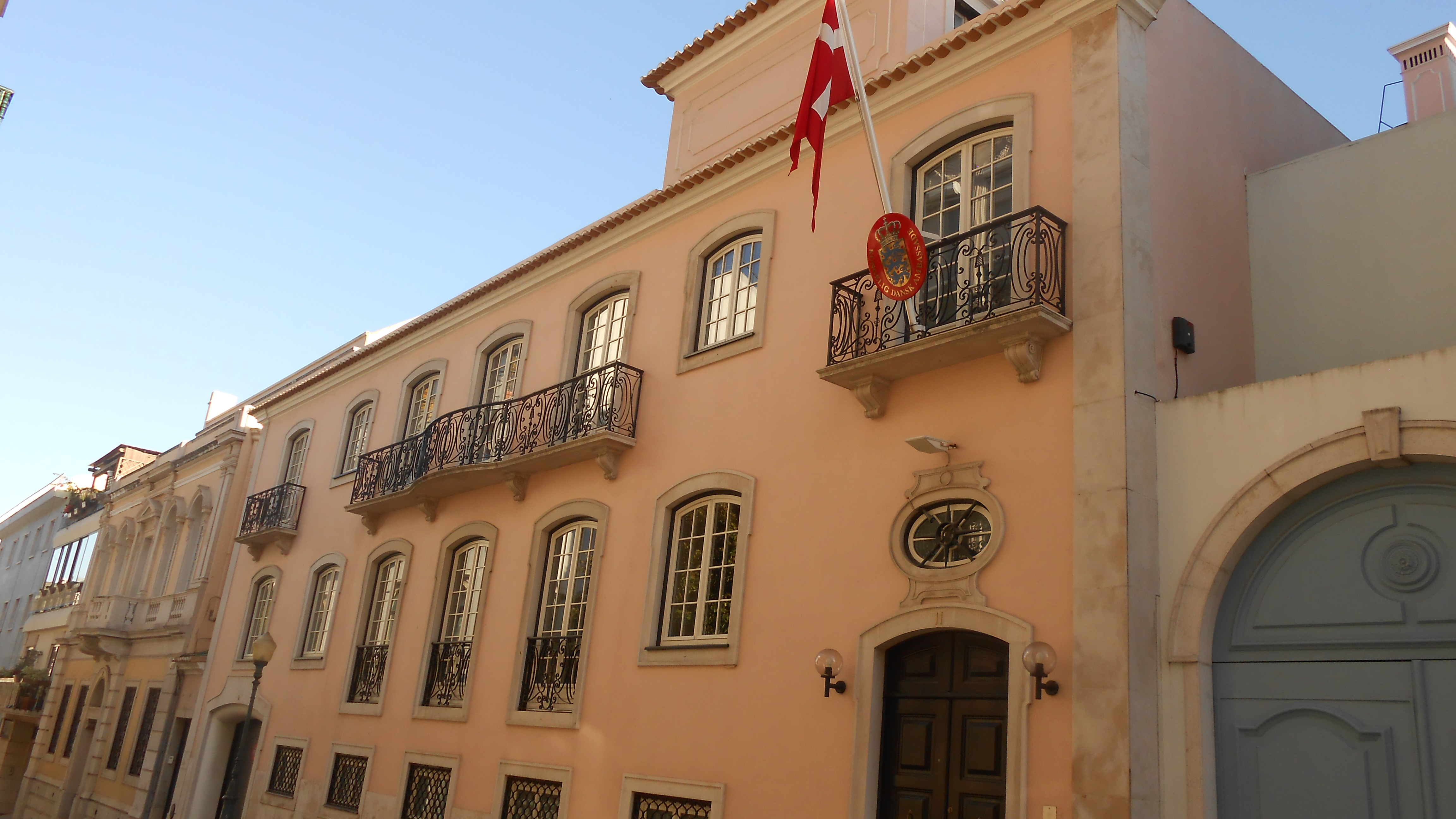
Bâtiment de l'ambassade du Danemark.

## Source de traduction
- (pt) Cet article est partiellement ou en totalité issu de l’article de Wikipédia en portugais intitulé « Rua do Sacramento à Lapa » (voir la liste des auteurs).